# Verő Tamás
Verő Tamás (Budapest, 1972. október 5. –) rabbi, zsidó vallási vezető, a Frankel Leó úti zsinagóga rabbija.

## Pályája
Vallásos, hithű zsidó családból származik. Anyai nagyanyja is holokauszttúlélő. Apai nagyanyja egy keresztény családnak köszönheti életét, amely házában, egy lefalazott szobában bújtatták el. Dédszülei és családja nagy része odaveszett a második világháborúban. Szülei már „csak” tradíciótartók voltak, ami azt jelenti, hogy ünnepek alkalmával jártak zsinagógába. A háború után születettekként ők tartották az első zsidó esküvőt Magyarországon. Gyermekükön az előírás szerinti nyolcnapos korban elvégeztették a rituális körülmetélést és Talmud tórára is járatták a fiukat.
Verő 1979 és 1987 között a budapesti Fillér utcai általános iskola tanulója volt, majd az Anna Frank Gimnáziumban érettségizett, 1991-ben. Ezután elvégezte az Országos Rabbiképző – Zsidó Egyetemet és 1999-ben avatták rabbivá, majd 2010-ben PhD fokozatot szerzett az egyetem Zsidó Vallástudományi Doktori Iskolájában.
Utolsó évét – gyakorlatként – Szegeden, a szegedi zsinagógában töltötte.
Diplomája megszerzése óta Budán, Frankel Leó úti zsinagógában tevékenykedik. Oktat zsidó óvodában, iskolákban, egyetemen. Részt vesz formális és informális nevelésben egyaránt. Az Élet Menete nemzetközi és magyar programjában is aktívan dolgozik.
Nős, két leány édesapja. Budapesten él. Angolul és héberül ír-olvas és beszél.